# Päpstliches Collegium Russicum

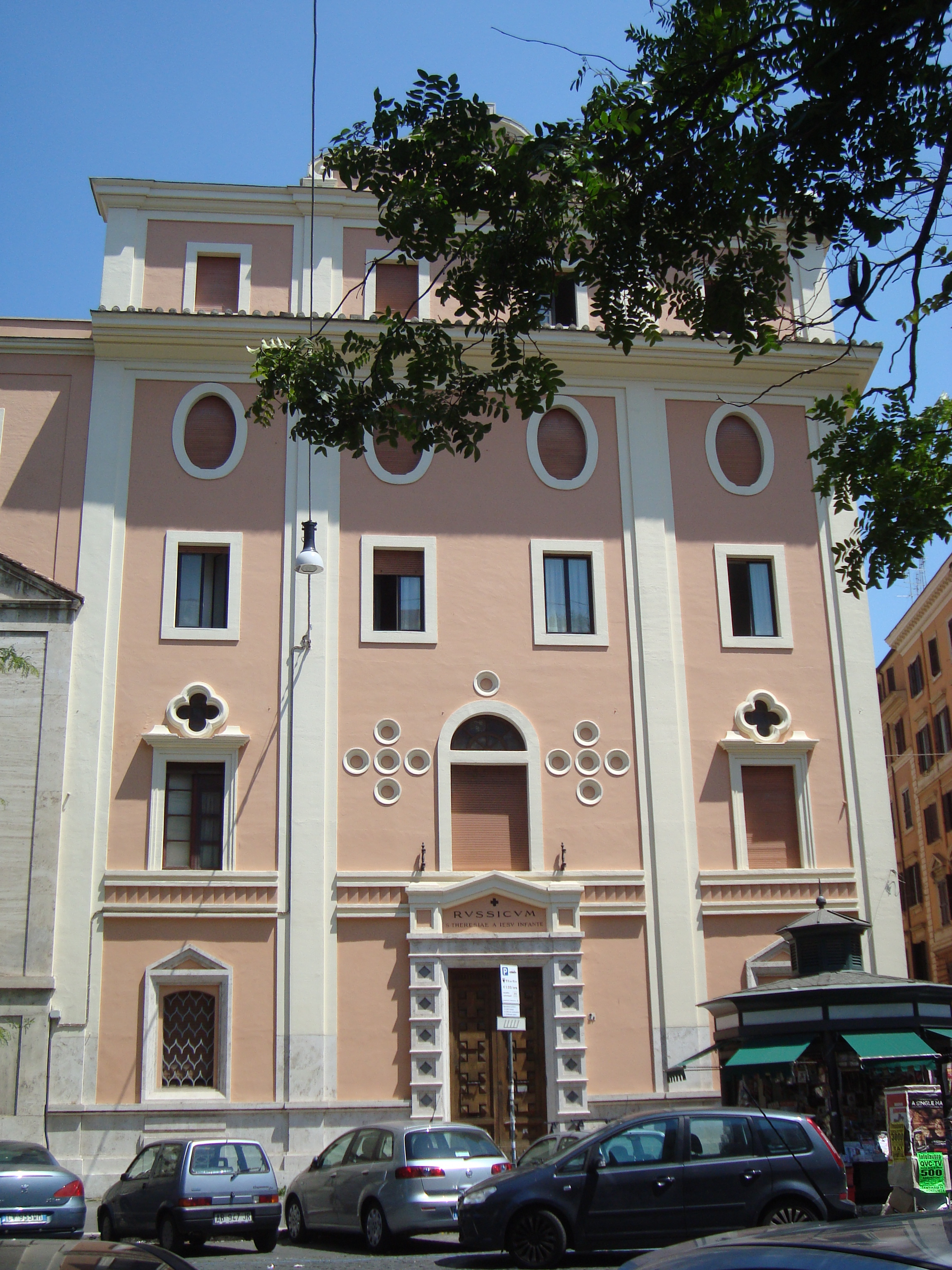
Das Russicum in Rom.

Das Päpstliche Collegium Russicum (Pontificium Collegium Russicum, Pontificio Collegio Russo di Santa Teresa del Bambino Gesù) war bis 2016 ein Päpstliches Kolleg mit einem Priesterseminar der römisch-katholischen Kirche unter der Verwaltung der Gesellschaft Jesu, SJ in Rom.
Das Institut lag in der Nähe der Basilika Santa Maria Maggiore, räumlich getrennt vom Pontificio Istituto Orientale neben der Kirche Sant’Antonio Abate all’Esquilino in der Via Carlo Cattaneo 2/A.

## Geschichte
Papst Pius XI. gründete das Institut am 15. August 1929, angesichts der Verfolgung der christlichen Kirchen und der Religion im Allgemeinen durch den sowjetischen Staat. Das Geld für den Aufbau und Unterhalt des Instituts kam aus international gesammelten Spenden. Noch in den 1950er Jahren arbeiteten die Absolventen des Russicums als geweihte Priester unter falschen Namen in ihren russischen Gemeinden. Vor der Abreise erhielten die Priester die letzten Ölung. Dann wurden sie vom Papst und vom Ordensgeneral der Jesuiten in geheimer Audienz empfangen und verabschiedet.
Unter der Verwaltung des Russicums stand die St.-Antonius-Kirche neben dem Collegium Russicum. Dort wird die Hl. Messe nach armenischem, chaldäischem, alexandrinischem, antiochischem, byzantinischem und slawischem Ritus gefeiert.
2016 wurde das Collegium aufgelöst. Das Gebäude fiel an das benachbarte Pontificio Istituto Orientale.

## Rektoren
- 1929–1934 Vendelín Javorka

## Bekannte Lehrende des Instituts
- Julia Nikolajewna Dansas (* 9. März 1879 in Athen; † 13. April 1942 in Rom), katholische Nonne, Universitätsdozentin und Unteroffizierin 18. Orenburger Kosakenregiment